# Аксаков Костянтин Сергійович
Костянти́н Сергійович Аксаков (рос. Константин Сергеевич Аксаков; 29 березня (10 квітня) 1817, Ново-Аксаково Бугурусланського уезда Оренбурзької губернії — 7 (19) грудня 1860, о. Занте, Греція) — російський письменник-критик, мовознавець. Син С. Т. Аксакова, брат І. С. Аксакова.
1835 року закінчив історико-філологічний факультет Московського університету зі ступенем кандидата і почав співпрацювати в часописах «Телескоп», «Молви», «Московский наблюдатель», «Русская беседа».
У 1830-х рр. був близький до гуртка Станкевича. Аксаков — один з основоположників слов'янофільства. Найзначніша з літературно-критичних статей — «Огляд сучасної літератури» (1857).
Їздив на лікування закордон 1838 року, потім улітку 1860 року, де й помер на острові Занте в Йонічному морі.

## Праці
Аксакову належать мовознавчі праці:
- «Ломоносов в історії російської літератури і російської мови» (1846), за цю працю він 1847 року отримав вчений ступінь магістра російської словесності;
- «Досвід російської граматики» (1860).

Писав також вірші, драми.
- Полное собрание сочинений. В 3 т. М., 1861 — 80.